# Model (Take My Picture)
"Model (Take My Picture)" là ca khúc được trình bày bởi nữ ca sĩ kiêm người mẫu Việt Nam Vũ Hà Anh, được phát hành với tư cách là đĩa đơn đầu tay trong sự nghiệp ca hát của cô. Ca khúc được sáng tác bởi nhà sản xuất kiêm nhạc sĩ Antoneus Maximus, người đồng thời cũng góp giọng với vai trò là nghệ sĩ hát rap trong bài. Dù vậy, "Model (Take My Picture)" nhận được nhiều đánh giá trái chiều của khán giả lẫn những nhà phê bình, chỉ trích giọng hát yếu kém của Hà Anh nhưng khen ngợi phần sáng tác và phối khí mang phong cách nước ngoài. Video âm nhạc của bài hát được đạo diễn bởi Việt Max, miêu tả cuộc sống hào nhoáng của một người mẫu, được dàn dựng hoành tráng và chuyên nghiệp nhưng lại bị nhận xét là quá gợi cảm. Hà Anh biểu diễn lần đầu biểu diễn ca khúc trên truyền hình cùng với Antoneus Maximus tại chương trình Âm nhạc & Bước nhảy.

## Thông tin bài hát
Hà Anh và ê kíp bắt đầu lên kế hoạch chuẩn bị lên kế hoạch cho đĩa đơn đầu tay vào tháng 5 năm 2011. Sau đó xuất hiện những hình chụp cô đang ở trong phòng thu cùng với Antoneus Maximus và Kathy Uyên. Antoneus là một nghệ sĩ người Mỹ gốc Việt kiêm nhà sản xuất - nhạc sĩ, đã từng hợp tác với nhiều nghệ sĩ như Cee Lo Green, apl.de.apl, KID và từng sáng tác cho bộ phim Để Mai Tính. Ngày 7 tháng 11, bản audio của "Model (Take My Picture)" xuất hiện trên mạng ngay sau khi cặp đôi Hà Anh và Hồ Trung Dũng dừng bước tại cuộc thi Cặp đôi hoàn hảo.
"Model (Take My Picture)" được sáng tác bởi Antoneus Maximus, phối khí bởi nhạc sĩ Dương Khắc Linh. Bài hát theo thể loại dance/pop có pha trộn R&B và hip-hop. Bài hát theo cấu trúc A1-B-A2-B-C-B, trong đó có Antoneus Maximus rap ở phần chuyển đoạn và một phần điệp khúc. Cách hát của Hà Anh theo lối nửa hát nửa rap (tương tự như Spice Girls trong "Wannabe") không đòi hỏi nhiều kỹ thuật, khá phù hợp với chất giọng của cô. "Model (Take My Picture)" còn sử dụng có bản quyền điệp khúc bài hát "I'm Too Sexy" của Right Said Fred làm một đoạn nhạc mẫu. Phần lời bài hát được viết hoàn toàn bằng tiếng Anh, nói về công việc và cuộc sống của một người mẫu nổi tiếng.

## Video âm nhạc
—Hà Anh nói về video "Model (Take My Picture)"
Video "Model (Take My Picture)" được đạo diễn bởi Việt Max, khởi quay vào giữa tháng 9. Địa điểm quay video tại khu nghỉ dưỡng Six Senses Ninh Văn Bay, Nha Trang và toàn bộ trang phục Hà Anh mặc do Gosto thiết kế. Cuối tháng 9, website 24h.com và facebook của Hà Anh đăng những tấm hình chụp trong lúc ghi hình video, gồm cảnh Hà Anh đang tắm và tạo dáng với bikini ngoài bãi biển. Ngày 6 tháng 10, ê kíp sản xuất 84 Production đăng video hậu trường "Model (Take My Picture)" lên YouTube, trong đó Hà Anh nói về quá trình làm và những cảnh quay đầu tiên của video. Ngày 28 tháng 11, DVD "Model (Take My Picture)" chính thức phát hành dưới hình thức tặng kèm cùng tạp chí Harper's Bazaar. 84 Production đăng video lên YouTube vào ngày 29 tháng 11, tính đến nay đã có hơn 150.000 lượt xem.
Video bắt đầu là cảnh ông sếp Antoneus Maximus (big boss), là fan hâm mộ của Hà Anh gọi điện cho paparazzi Đức Hải, yêu cầu thêm hình của Hà Anh. Đức cải cầm theo một chiếc Canon bước vào xe Porsche, bật CD lên và bài hát được bắt đầu. Ở một phân cảnh khác, Hà Anh xuất hiện trong bộ jumpsuit đen, hát trên phông nền trắng với những dòng lời bài hát chạy trên đó. Tiếp đó là cảnh cô bước từ xe hơi ra để xuất hiện trong một buổi party, có cả các người mẫu Thu Hiền, Huyền Trang, Thanh Hoa,... Sau đó địa điểm chuyển sang khu Six Senses Ninh Văn Bay, Hà Anh đang mặc bộ đồ bơi trắng đi trên ca nô trên biển, trên bờ có Đức Hải và Antoneus Maximus đang chụp hình. Cảnh tiếp theo, Hà Anh bước vào bồn tắm gỗ đầy bọt, có một diễn viên nam đến tắm quàng khăn lau cho cô. Hà Anh tiếp tục mặc một bộ bikini tắm và phơi nắng trên bờ biển trước ống kính của paparazzi. Đến phần chuyển đoạn, Antoneus Maximus và Hà Anh xuất hiện xen kẽ trên nền trắng có lời bài hát cùng với những paparazzi mặc vest đen. Video tiếp tục với cảnh Hà Anh mặc những bộ váy dạ hội của Gosto bước trên sàn catwalk, sau đó là cảnh cô tạo dáng bên ban công ở khu Six Senses. Kết thúc bài hát, Antoneus chạy vào phòng riêng, copy những tấm hình đã chụp được vào máy tính, nhưng đang chạy thì bị lỗi (error loading). Video kết thúc với dòng chữ "it's me, HA ANH".
- Đạo diễn: Việt Max
- Sản xuất: Vũ Hà Anh, Việt Max

Vũ Hà Anh trong video của bài hát

- Đồng sản xuất: Henri Hubert, Thành Đào
- Diễn viên: Đức Hải
- Khách mời: Khiều Huyền Trang, Thu Hiền, Thanh Hoa, Nico Greeve, Nacho Navarro Regne
- Vũ đạo: Nguyễn Ngọc Anh, Vũ Ngọc Khải
- Trang điểm & làm tóc: Andy Phan
- Đạo diễn hình ảnh: Sum Trần, Phong Gian
- Chỉnh sửa: STU, Việt Max
- Trợ lý sản xuất: Hoàng Tùng, Việt Phạm, Ali Đoàn
- Công ty sản xuất: 84 Production

## Quảng bá
Tối 30/11, Hà Anh tổ chức một minishow mang tên It's Me, Ha Anh tại khách sạn Park Hyatt, Sài Gòn để quáng bá cho đĩa đơn đầu tay, cũng như ra mắt hình ảnh ca sĩ của mình. Cô cho biết đã chuẩn bị và luyện tập trước 2 tháng cho buổi biểu diễn này. Show có 200 khách mời là đồng nghiệp, nhà báo, bạn bè của Hà Anh. Cô biểu diễn 8 ca khúc, trong đó có "Model (Take My Picture)" và một số ca khúc nước ngoài như "Come on Over", "Halo", "Red Blooded Woman",... Sau minishow, Hà Anh nhận được nhiều đánh giá tích cực của báo chí về phong cách đa dạng, khả năng ca hát cũng như trang phục lẫn sân khấu được đầu tư kỹ lưỡng. Nhiều người còn so sánh cô với Hồ Ngọc Hà, là một "người đẹp hát" hàng đầu hiện nay. Ngày 4 tháng 12, Hà Anh biểu diễn "Perhaps, Perhaps, Perhaps" và "Model (Take My Picture)" trong chương trình Âm nhạc & Bước nhảy. Sau ca khúc đầu song ca với Hồ Trung Dũng suôn sẻ, Hà Anh lại để lộ nhiều khuyết điểm về giọng hát khi hát solo.